# Districten van Pakistan

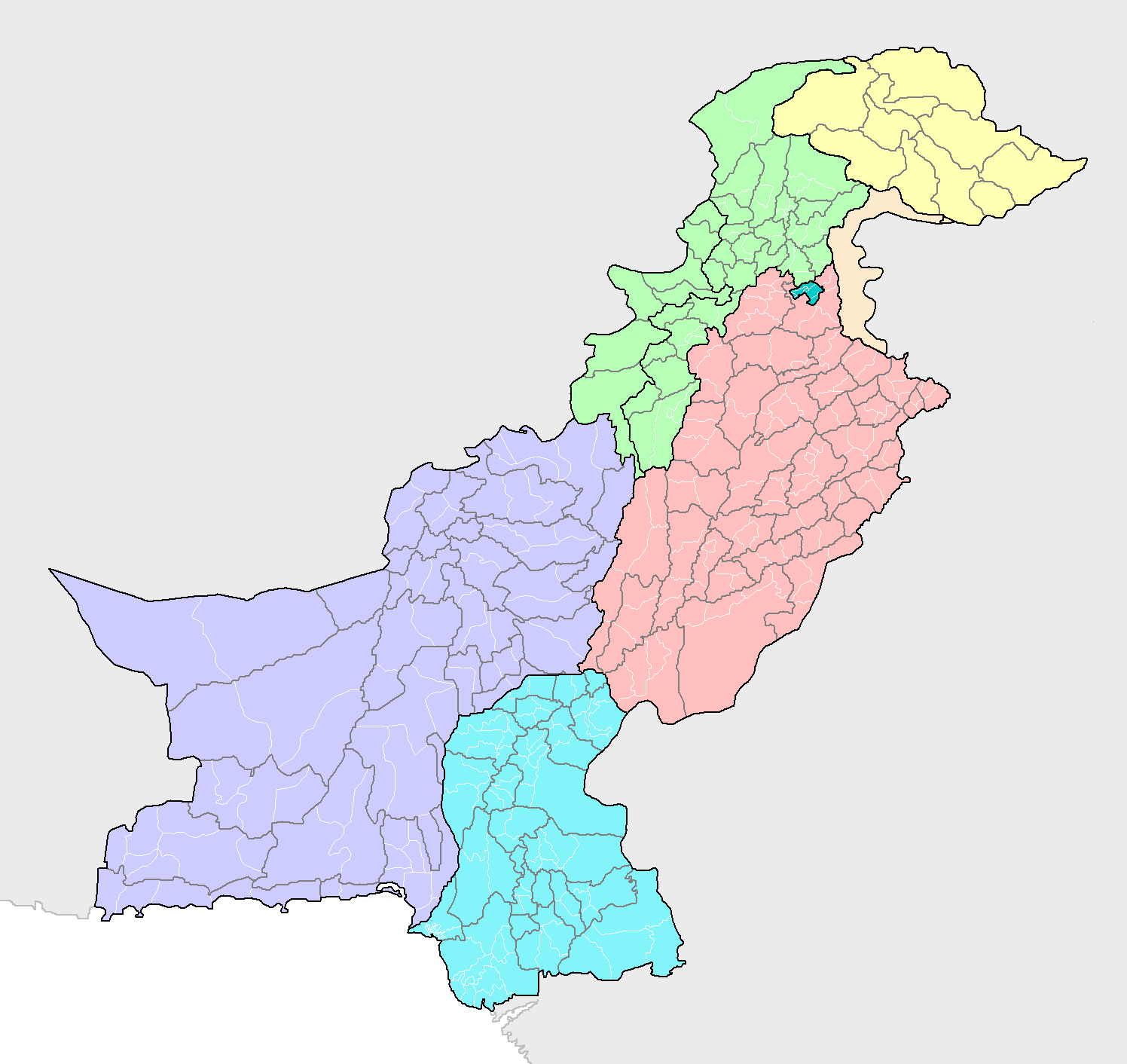
Districtenindeling

Pakistan is ingedeeld in provincies en districten. Hieronder een overzicht van de districten.

## Overzicht
| Provincie of federale territoria     | Aantal districten                  |
| ------------------------------------ | ---------------------------------- |
| Beloetsjistan                        | 30                                 |
| Khyber-Pakhtunkhwa                   | 24                                 |
| Punjab (Pakistan)                    | 35                                 |
| Sindh                                | 23                                 |
| Hoofdstedelijk Territorium Islamabad | 1                                  |
| Federaal Bestuurde Stamgebieden      | 7 gebieden plus 6 grensregios      |
| Azad Kasjmir                         | 8                                  |
| Noordelijke Gebieden                 | 6                                  |
| Pakistan                             | 124 districten plus 7 Stamgebieden |

Districten zijn verder onderverdeeld in tehsils die dorpen of gemeenten omvatten. Er zijn meer dan 5000 lokale overheden.
Voor 2001 waren er 106 districten, maar na reorganisatie werd dit aantal verminderd naar 102 (door verschillende districten samen te voegen in district Karachi.
Het aantal districten nam toe in december 2004 toen 4 nieuwe districten werden opgericht in de provincie Sindh
In mei 2005 werd in Punjab een nieuw district opgericht door de status van Nankana Sahib van tehsil in het district Sheikhpura te wijzigen in een eigen district.

## Islamabad
| District  | Gebied (km²) | Inwoners (1998) | Dichtheid (inw/km²) |
| --------- | ------------ | --------------- | ------------------- |
| Islamabad | 906          | 805.235         | 889                 |

## Federaal Bestuurde Stamgebieden
| District                      | Gebied (km²) | Inwoners (1998) | Dichtheid (inw/km²) |
| ----------------------------- | ------------ | --------------- | ------------------- |
| Bajaur                        | 1,290        | 595,227         |                     |
| Khyber                        | 2,576        | 546,730         |                     |
| Kurram                        | 3,380        | 448,310         |                     |
| Mohmand                       | 2,296        | 334,453         |                     |
| North Waziristan              | 4,707        | 361,246         |                     |
| Orakzai                       | 1,538        | 225,441         |                     |
| South Waziristan              | 6,620        | 429,841         |                     |
| Six Frontier Regions combined | 4,813        | 235,083         |                     |
| F.R. Bannu District           | 745          | 19,550          |                     |
| F.R. D.I.Khan District        | 2.008        | 39,373          |                     |
| F.R. Kohat District           | 446          | 90,806          |                     |
| F.R. Lakki Marwat District    | 132          | 6,955           |                     |
| F.R. Peshawar District        | 261          | 53,902          |                     |
| F.R. Tank District            | 1,221        | 27,339          |                     |
| FATA                          | 27.220       | 3.176.331       | 117                 |

## Beloetsjistan
Er zijn 27 districten in Beloetsjistan.
| District        | Gebied (km²) | Inwoners (1998) | Dichtheid (inw/km²) |
| --------------- | ------------ | --------------- | ------------------- |
| Awaran          | 29,510       | 118,173         | 4                   |
| Barkhan         | 3,514        | 103,545         | 29                  |
| Bolan           | 7,499        | 288,056         | 38                  |
| Chagai          | 50,545       | 202,564         | 4                   |
| Dera Bugti      | 10,160       | 181,310         | 18                  |
| Gwadar          | 12,637       | 185,498         | 15                  |
| Jafarabad       | 2,445        | 432,817         | 177                 |
| Jhal Magsi      | 3,615        | 109,941         | 30                  |
| Kalat           | 6,622        | 237,834         | 36                  |
| Kech (Turbat)   | 22,539       | 413,204         | 18                  |
| Kharan          | 48,051       | 206,909         | 4                   |
| Khuzdar         | 35,380       | 417,466         | 12                  |
| Kohlu           | 7,610        | 99,846          | 13                  |
| Lasbela         | 15,153       | 312,695         | 21                  |
| Loralai         | 9,830        | 295,555         | 30                  |
| Mastung         | 5,896        | 179,784         | 30                  |
| Musakhel        | 5,728        | 134,056         | 23                  |
| Nasirabad       | 3,387        | 245,894         | 73                  |
| Nushki          |              |                 |                     |
| Panjgur         | 16,891       | 234,051         | 14                  |
| Pishin          | 7,819        | 367,183         | 47                  |
| Qilla Abdullah  | 3,293        | 370,269         | 112                 |
| Qilla Saifullah | 6,831        | 193,553         | 28                  |
| Quetta          | 2,653        | 744,802         | 281                 |
| Sibi            | 7,796        | 180,398         | 23                  |
| Washuk          | 33.093       | 175.712         | 5                   |
| Zhob            | 20,297       | 275,142         | 14                  |
| Ziarat          | 1,489        | 33,340          | 22                  |
| Beloetsjistan   | 347.190      | 6.563.885       | 19                  |

## Noordwestelijke Grensprovincie
Er zijn 24 districten in Khyber-Pakhtunkhwa.
| District                       | Gebied (km²) | Inwoners (1998) | Dichtheid (inw/km²) |
| ------------------------------ | ------------ | --------------- | ------------------- |
| Abbottabad                     | 1,967        | 880,666         | 448                 |
| Bannu                          | 1,227        | 675,667         | 551                 |
| Batagram                       | 1,301        | 307,278         | 236                 |
| Buner                          | 1,865        | 506,048         | 271                 |
| Charsadda                      | 996          | 1,022,364       | 1,026               |
| Chitral                        | 14,850       | 318,689         | 21                  |
| Dera Ismail Khan               | 7,326        | 852,995         | 116                 |
| Hangu                          | 1,097        | 314,529         | 287                 |
| Haripur                        | 1,725        | 692,228         | 401                 |
| Karak                          | 3,372        | 430,796         | 128                 |
| Kohat                          | 2,545        | 562,644         | 221                 |
| Kohistan                       | 7,492        | 472,570         | 63                  |
| Lakki Marwat                   | 3,164        | 490,025         | 155                 |
| Lower Dir                      | 1,582        | 717,649         | 454                 |
| Malakand                       | 952          | 452,291         | 475                 |
| Mansehra                       | 4,579        | 1,152,839       | 252                 |
| Mardan                         | 1,632        | 1,460,100       | 895                 |
| Nowshera                       | 1,748        | 874,373         | 500                 |
| Peshawar                       | 1,257        | 2,019,118       | 1,606               |
| Shangla                        | 1,586        | 434,563         | 274                 |
| Swabi                          | 1,543        | 1,026,804       | 665                 |
| Swat                           | 5,337        | 1,257,602       | 236                 |
| Tank                           | 1,679        | 238,216         | 142                 |
| Upper Dir                      | 3,699        | 575,858         | 156                 |
| Noordwestelijke Grensprovincie | 74.521       | 17.735,912      | 238                 |

## Noordelijke Gebieden
Er zijn 6 districten in de Noordelijke Gebieden.
| District             | Gebied (km²) | Inwoners (1998) | Dichtheid (inw/km²) |         |
| -------------------- | ------------ | --------------- | ------------------- | ------- |
| Baltistan            | Ghanche      | 6,400           | 88,366              | Khaplu  |
|                      | Skardu       | 15,000          | 214,848             | Skardu  |
| Diamer               | Astore       | 8,657           | 71,666              | Gorikot |
|                      | Diamer       | 10,936          | 131,925             | Chilas  |
| Gilgit               | Ghizer       | 9,635           | 120,218             | Gahkuch |
|                      | Gilgit       | 26,300          | 243,324             | Gilgit  |
| Noordelijke Gebieden | 6 districts  | 69.971          | 970.347             | -       |

## Azad Kashmir
Er zijn 8 districten in Azad Kashmir
| District     | Gebied (km²) | Inwoners (1998) | Dichtheid (inw/km²) |              |
| ------------ | ------------ | --------------- | ------------------- | ------------ |
| Mirpur       | Bhimber      | 1,516           | 301,633             | Bhimber      |
|              | Kotli        | 1,862           | 563,094             | Kotli        |
|              | Mirpur       | 1,010           | 333,482             | Mirpur       |
| Muzaffarabad | Bagh         | 1,368           | 393,415             | Bagh         |
|              | Muzaffarabad | 2,496           | 638,973             | Muzaffarabad |
|              | Neelum       | 3,621           | 106,778             | ?            |
|              | Poonch       | 855             | 411,035             | Rawalakot    |
|              | Sudhnati     | 569             | 334,091             | Pallandari   |
| Azad Kashmir | 8 districts  | 13.297          | 2.972.501           | Muzaffarabad |

## Punjab
Er zijn 35 districten in Punjab.
| District         | Gebied (km²) | Inwoners (1998) | Dichtheid (inw/km²) |
| ---------------- | ------------ | --------------- | ------------------- |
| Attock           | 6,857        | 1,274,935       | 186                 |
| Bahawalnagar     | 8,878        | 2,061,447       | 232                 |
| Bahawalpur       | 24,830       | 2,433,091       | 98                  |
| Bhakkar          | 8,153        | 1,051,456       | 129                 |
| Chakwal District | 6,524        | 1,083,725       | 166                 |
| Dera Ghazi Khan  | 11,922       | 1,643,118       | 138                 |
| Faisalabad       | 5,856        | 5,429,547       | 927                 |
| Gujranwala       | 3,622        | 3,400,940       | 939                 |
| Gujrat           | 3,192        | 2,048,008       | 642                 |
| Hafizabad        | 2,367        | 832,980         | 352                 |
| Jhang            | 8,809        | 2,834,545       | 322                 |
| Jhelum           | 3,587        | 936,957         | 261                 |
| Kasur            | 3,995        | 2,375,875       | 595                 |
| Khanewal         | 4,349        | 2,068,490       | 476                 |
| Khushab          | 6,511        | 905,711         | 139                 |
| Lahore           | 1,772        | 6,318,745       | 3,566               |
| Layyah           | 6,291        | 1,120,951       | 178                 |
| Lodhran          | 2,778        | 1,171,800       | 422                 |
| Mandi Bahauddin  | 2,673        | 1,160,552       | 434                 |
| Mianwali         | 5,840        | 1,056,620       | 181                 |
| Multan           | 3,720        | 3,116,851       | 838                 |
| Muzaffargarh     | 8,249        | 2,635,903       | 320                 |
| Narowal          | 2,337        | 1,265,097       | 541                 |
| Nankana Sahib    |              |                 |                     |
| Okara            | 4,377        | 2,232,992       | 510                 |
| Pakpattan        | 2,724        | 1,286,680       | 472                 |
| Rahim Yar Khan   | 11,880       | 3,141,053       | 264                 |
| Rajanpur         | 12,319       | 1,103,618       | 90                  |
| Rawalpindi       | 5,286        | 3,363,911       | 636                 |
| Sahiwal          | 3,201        | 1,843,194       | 576                 |
| Sargodha         | 5,854        | 2,665,979       | 455                 |
| Sheikhupura      | 5,960        | 3,321,029       | 557                 |
| Sialkot          | 3,016        | 2,723,481       | 903                 |
| Toba Tek Singh   | 3,252        | 1,621,593       | 499                 |
| Vehari           | 4,364        | 2,090,416       | 479                 |
| Punjab           | 205.345      | 73.621.290      | 359                 |

## Sindh
Er zijn 23 districten in Sindh.
| District                        | Gebied (km²) | Inwoners (1998) | Dichtheid (inw/km²) |
| ------------------------------- | ------------ | --------------- | ------------------- |
| Badin                           | 6,726        | 1,136,044       | 169                 |
| Dadu                            | 19,070       | 1,688,811       | 89                  |
| Ghotki                          | 6,083        | 970,549         | 160                 |
| Hyderabad                       | 5,519        | 2,891,488       | 524                 |
| Jacobabad                       | 5,278        | 1,425,572       | 270                 |
| Jamshoro                        |              |                 |                     |
| Karachi                         | 3,527        | 9,856,318       | 2,795               |
| Kashmore                        |              |                 |                     |
| Khairpur                        | 15,910       | 1,546,587       | 97                  |
| Larkana                         | 7,423        | 1,927,066       | 260                 |
| Matiari                         |              |                 |                     |
| Mirpurkhas                      | 2,925        | 1,569,030       | 536                 |
| Naushahro Feroze                | 2,945        | 1,087,571       | 369                 |
| Nawabshah                       | 4,502        | 1,071,533       | 238                 |
| Kamber and Shahdad Kot District |              |                 |                     |
| Sanghar                         | 10,728       | 1,453,028       | 135                 |
| Shikarpur                       | 2,512        | 880,438         | 350                 |
| Sukkur                          | 5,165        | 908,373         | 176                 |
| Tando Allahyar                  |              |                 |                     |
| Tando Muhammad Khan             |              |                 |                     |
| Tharparkar                      | 19,638       | 914,291         | 47                  |
| Thatta                          | 17,355       | 1,113,194       | 64                  |
| Umerkot                         |              |                 |                     |
| Sindh                           | 135.306      | 30.439.893      | 225                 |